# Al Ain
Al Ain  (en árabe: العين‎, romanizado: Al Ain), literalmente el manantial, es la cuarta ciudad en población de los Emiratos Árabes Unidos (EAU). El censo de población publicado por el Gobierno del Emirato de Abu Dabi en 2024, y referido al conjunto de toda a región de Al Ain (no solo a la ciudad), indica una población total de 1.009.735 habitantes.
Del conjunto de toda la población de la región, los 10 principales distritos del área metropolitana de Al Ain, incluyendo las poblaciones periféricas de Al Aamerah (54.610 habitantes), Al Noud (40.060 habitantes) y Al Dhahir (31.580 habitantes), acumulan un total de 428.620 habitantes, cifra que podría corresponder con bastante aproximación, a la población urbana real de Al Ain.
Al Ain se conoce también como la Ciudad Jardín de los EAU. Está situada en el Emirato de Abu Dabi, justo en el límite fronterizo con Omán. Las autopistas que conectan Al Ain, Abu Dabi y Dubái conforman una red triangular en el centro del país, donde cada ciudad se ubica equidistante a una distancia de unos 150 kilómetros de las otras dos.

## Historia
La zona, conocida históricamente como el Oasis de Buraimi, ha estado habitada desde hace más de cuatro mil años y se considera a Al Ain una parte fundamental de la herencia cultural del país. 
Fue lugar de nacimiento del jeque Zayed bin Sultan Al Nahyan, primer presidente de los Emiratos Árabes Unidos. 
Hoy en día el nombre de Buraimi hace referencia a la ciudad omaní cuya área urbana se funde con la de Al Ain.
Hasta el 14 de septiembre de 2006, Al Ain y Buraimi tenían una frontera abierta y en realidad funcionaban como una sola ciudad. El 14 de septiembre el gobierno de los EAU cerró la frontera y exigió a todos los ciudadanos un control migratorio, tanto para los que entran a los EAU como para los que salen. Los nativos del país residentes en el golfo cruzan la frontera por los puestos fronterizos principales, mientras que los de fuera tienen que cruzarla por los Hili o puestos fronterizos "intercontinentales".
Existen numerosos manantiales de agua subterránea en la región, lo cual explica su atractivo como tierra de asentamiento, y aún perduran vestigios de su pasado tradicional, por ejemplo las carreras de camellos y la cría de estos animales.
Destaca también la presencia de antiguos canales subterráneos de riego, conocidos como falaj (plural: aflaj), similares a los qanats de Persia o los foggaras del norte de África, empleados para canalizar agua desde acuíferos subterráneos o manantiales hacia áreas agrícolas o comunidades. De hecho, el sistema de riego por aflaj en Al Ain ha sido declarado Patrimonio de la Humanidad por la UNESCO debido a su valor histórico y su continua utilización.

## Geografía

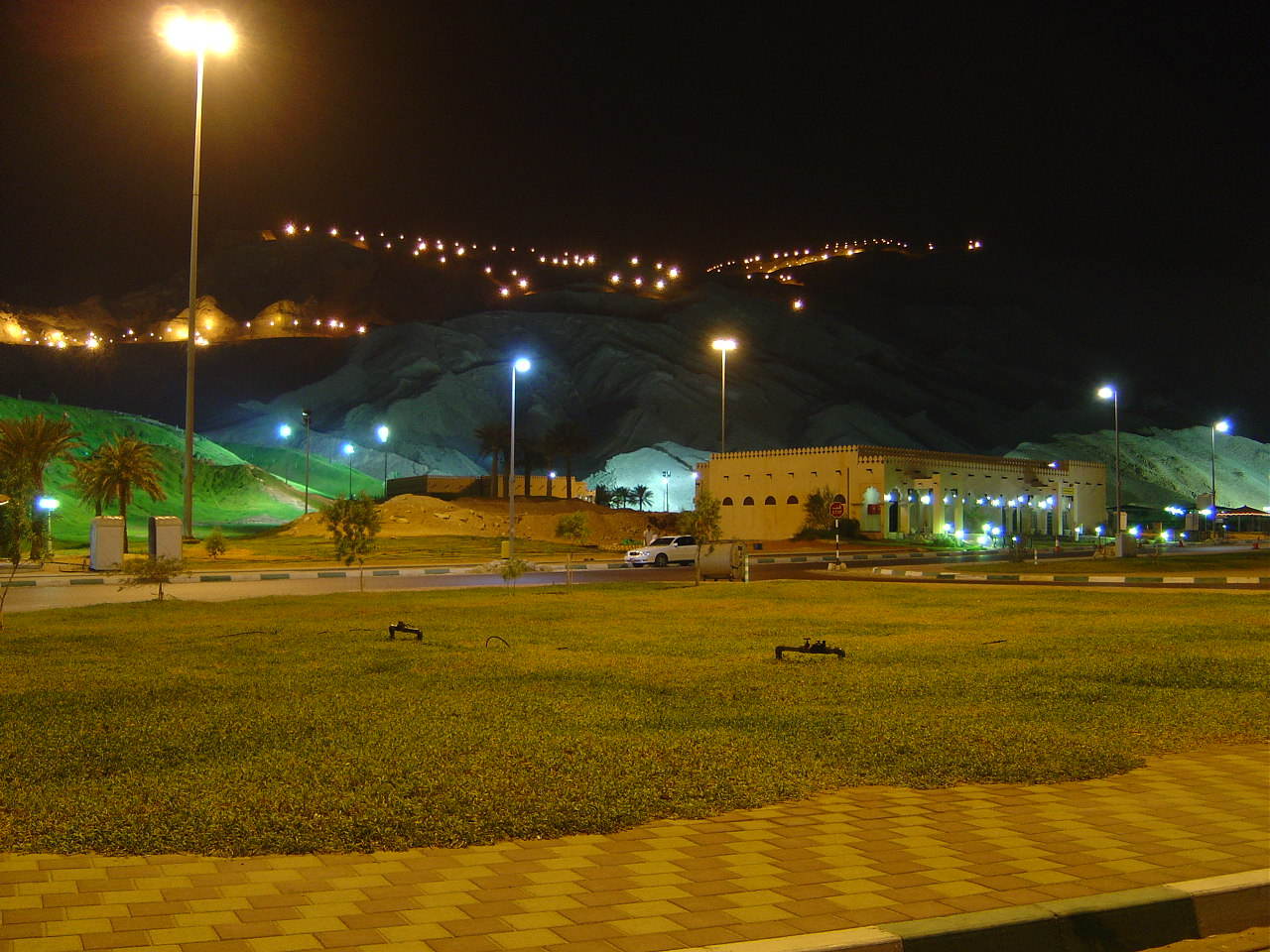
Jabal Hafit

Al Ain está situada en la región oriental del Emirato de Abu Dabi, al sur de la ciudad de Dubái y al este de Abu Dabi. La región oriental cubre un área de unos 13.100 km². Al este limita con Omán, al norte con Dubái y Sarja, al oeste con Abu Dabi y al sur con Rub al-Jali y Arabia Saudita. La topografía de Al Ain es única y varía conforme se viaja hacia el este. Jabal Hafit (la montaña Hafit), hacia el sureste es considerada uno de los monumentos de Al Ain con sus 1.108 metros de altura. Al norte hay una extensión de dunas de arena que varían en textura y presentan una tonalidad rojiza debido al óxido de hierro.

## Clima
La tasa media anual de precipitaciones en Al Ain es de 96 mm y la humedad relativa media es del 60% (Universidad de los Emiratos Árabes Unidos, 1993). La baja humedad presente sobre todo durante el verano convierten a Al Ain en el destino favorito de muchas personas. Boer (1997) ha clasificado el clima de lo EAU de hiperárido y lo ha dividido en cuatro regiones climáticas: la zona costera junto al Golfo Pérsico, la zona montañosa al noreste de los EAU, las llanuras que circundan la región de Al Ain y el desierto central y meridional. Al noreste se producen más precipitaciones y las temperaturas son más bajas que en las regiones meridional y occidental. La tasa pluvial mensual media en la zona de Al Ain estuvo entre los 100 y los 120 mm desde el año 1970 hasta 1992[cita requerida]

## Al Ain en la actualidad

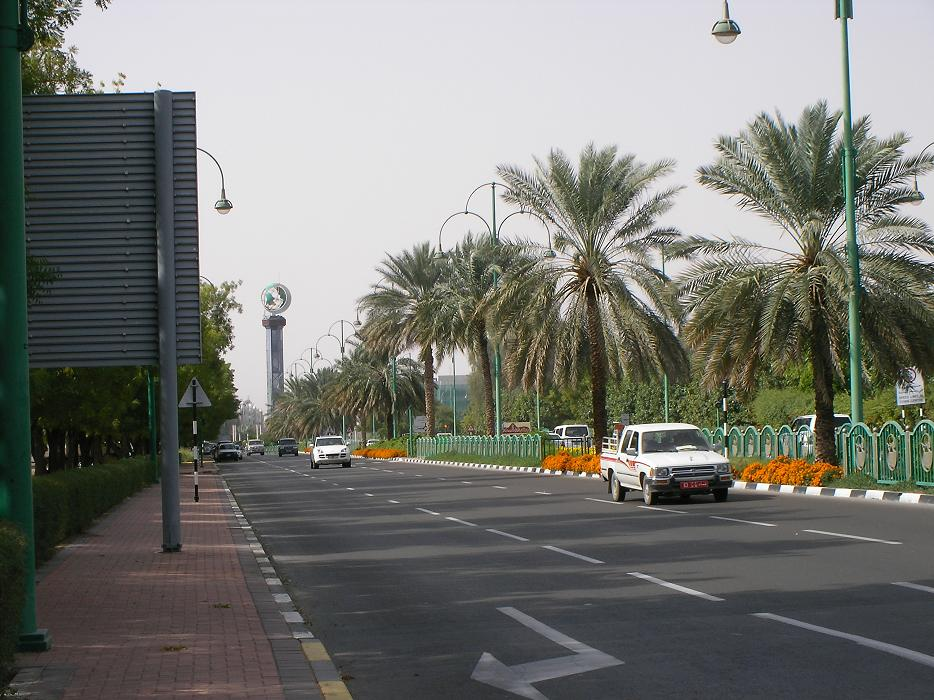
Una calle de Al Ain.

Al Ain tiene una proporción de autóctonos del emirato mayor que en ninguna otra parte del país y sin embargo la mayoría de los residentes son expatriados, sobre todo del subcontinente indio. En su mayor parte proceden de Pakistán. Hay menos expatriados occidentales que en las grandes ciudades de Abu Dabi y Dubái. Todo esto proporciona a Al Ain un aspecto árabe más auténtico si se le compara con las ciudades más grandes y cosmopolitas de los Emiratos.
A menudo se la llama la "Ciudad Jardín del Golfo" a causa de sus numerosos parques, bulevares y rotondas decoradas en el corazón de la ciudad. A esto hay que añadir el estricto control sobre las nuevas edificaciones, cuya altura no puede sobrepasar los cuatro pisos, lo cual hace realzar los espacios verdes de la ciudad.

## Turismo y ocio
Al Ain se está convirtiendo en un destino turístico. Aunque tiene las temperaturas más altas de todo el país, el aire seco del desierto evita la alta humedad de ciudades más grandes de la costa. Muchos habitantes de Abu Dabi poseen residencias de veraneo aquí, siendo un destino favorito para pasar el fin de semana para las familias de la capital. 
Entre las atracciones de la ciudad están el Museo Nacional de Al Ain, el Museo del Palacio, varias fortificaciones restauradas y las excavaciones arqueológicas de Hili que datan de la Edad de Bronce. Jabal Hafit, una montaña cuya cima está situada en el límite fronterizo como Omán, a una altitud de 1.108 m s.n.m., domina toda la zona. 
Los turistas suelen visitar las fuentes minerales en la falda del monte y suben a la cumbre para ver la puesta del sol. Otras atracciones son el Oasis de Al Ain justo en el centro de la ciudad, así como otros oasis esparcidos por los alrededores que constituyen un fresco refugio durante el calor veraniego, un zoológico, el parque de atracciones "la Ciudad de la Diversión", numerosos parques bien cuidados a los que acuden con frecuencia las familias durante las tardes del verano y un poblado histórico. Otra atracción turística es el Jardín Central.
La ciudad también es sede del afamado equipo de fútbol Al Ain FC.
Otro divertimento favorito de los habitantes es tomarse un té o un café en las cafeterías shisha. Hay multitud de cafeterías en Al Ain de todos los tamaños y categorías.

## Oasis
Los oasis usan el sistema de irrigación subterránea "falaj" mediante el cual se extrae agua de perforaciones para proporcionar agua a las granjas y regar las palmeras. El "falaj" es un antiguo sistema de irrigación que data de hace miles de años y que se utiliza comúnmente en Omán, los EAU, China, Irán y en muchos otros países. Al Ain posee siete oasis, siendo el mayor el oasis de Al Ain situado al sur del centro de la ciudad y el menor el oasis de Al Jahili. Los otros son los oasis de Qattara, Al Mutaredh, Al Jimi, Al Muaiji y Hili.

## Comercio e industria
Al Ain constituye un importante proveedor de servicios para una amplia área que llega hasta Omán. Existen dos centros comerciales principales: el de Al Ain y el de Al Jimi, así como zocos tradicionales donde se comercia con frutas, hortalizas y ganado. La industria está en desarrollo, pero aún a pequeña escala; las fábricas más importantes son la planta embotelladora de Coca Cola y una cementera. La industria de servicios como la venta de coches, la mecánica y las labores artesanales está situada en la zona conocida como Sanaiya. Entre la infraestructura social y gubernamental están la Universidad de los Emiratos Árabes Unidos, las Facultades Superiores de Tecnología, instalaciones médicas bien equipadas que incluyen el hospital universitario de Tawam, y las zonas de entrenamiento militar y el Aeropuerto Internacional de Al Ain.

## Educación

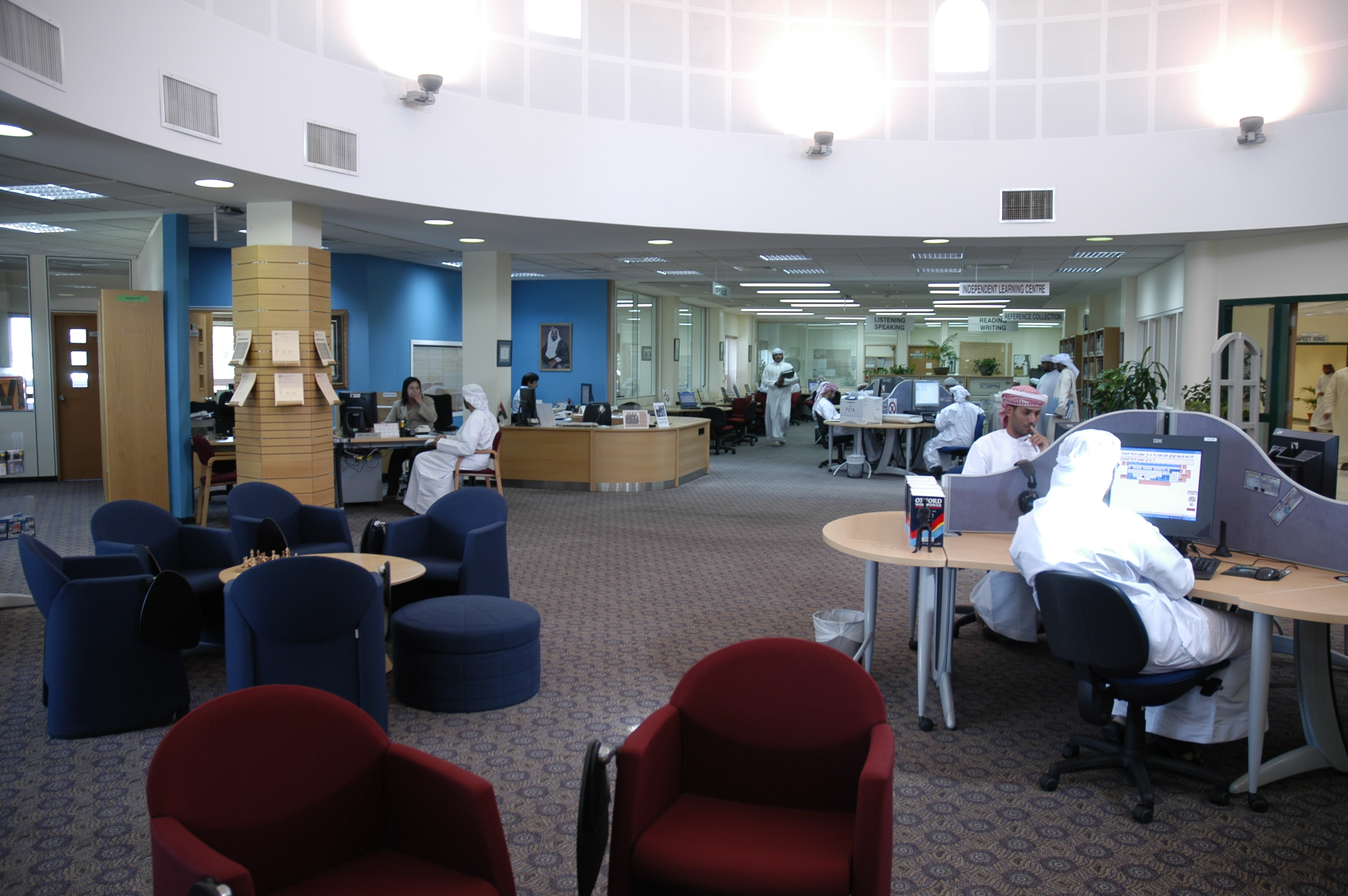
Facultades Superiores de Tecnología.

Al Ain alberga la principal universidad de los EAU, la Universidad de los Emiratos Árabes Unidos y dos campus de las Facultades Superiores de Tecnología. También hay centros educativos superiores privados, entre los que está la Universidad de Ciencias y Tecnología de Al Ain. Muchas de las escuelas privadas de Al Ain, donde normalmente estudia la población expatriada, se sitúan en la zona de Al Manseer. Entre ellas están la rama de la Escuela internacional de Choueifat, la Escuela internacional de Liwa, la Escuela pakistaní de educación secundaria Islamia, el Instituto de tecnología aplicada y la Escuela anglófona de Al Ain.

## Sanidad
En Al Ain se encuentra el Hospital universitario de Tawam. Se inauguró oficialmente el 17 de diciembre de 1979. En marzo de 2006 el Hospital Johns Hopkins (Hospital internacional de medicina Johns Hopkins, JHMI) asumió la administración del hospital de Tawam. El Hospital de Al Ain (también conocido como Hospital de Al Jimi) es el principal centro sanitario para los ciudadanos de Al Ain sin importar su nacionalidad. Está situado en el distrito central de Al Jimi y coopera con la Universidad de los EAU. El hospital aún se alberga en unos antiguos edificios de los años 70, pero se está planeando su reubicación en los próximos años. Tiene una capacidad de 450 camas y se dispone de todas las disciplinas. En septiembre de 2007 la Universidad internacional de medicina de Viena  (MUVI) asumió la administración del Hospital de Al Ain.

## Deportes, cultura y arte
Al Ain se ha convertido en una ciudad cultural para los habitantes de Dubái y Abu Dabi. Aquí se celebra un importante festival de música clásica. En la ciudad también está el equipo Al-Ain FC, que es el club de fútbol más importante de los EAU y uno de los mejores de toda Asia, poseyendo numerosos títulos y campeonatos.